# Gäddtjärnen (Leksands socken, Dalarna, 674902-148577)
Gäddtjärnen är en sjö i Leksands kommun i Dalarna och ingår i Dalälvens huvudavrinningsområde.